# Aubignan
Aubignan je francouzské město v departementu Vaucluse, v regionu Provence-Alpes-Côte d'Azur.

## Geografie
Sousední obce: Vacqueyras, Loriol-du-Comtat, Beaumes-de-Venice a Carpentras.
Územím obce protékají říčky Le Brégoux, Le Seyrel a Le Sauzette.

## Památky
- kaple Sainte-Sixte z 12. století

## Vývoj počtu obyvatel
Počet obyvatel

## Slavní obyvatelé města
- Frédéric Richaud, spisovatel

## Partnerská města
- Cheseaux-sur-Lausanne, Švýcarsko